# 金家井
金家井是一口宋代古井，位于江西省上饶市婺源县沱川乡的历史文化名村理坑村。
金家井与理坑村的早期开村历史有关，可以追溯到隋末唐初时，金氏家族因躲避战乱，迁居来此，依据当地地形开挖一口井，命名为“金家井”。明代万历年间，工部尚书余懋学在金家井中养殖皇帝御赐的荷包红鱼，并为纪念金氏家族的开村事迹，将村名命名为理源村。
金家井已列为上饶市文物保护单位，并被推介为颇具传奇色彩的旅游景点。